# Arrondissement administratif de Frutigen-Bas-Simmental
L'arrondissement administratif de Frutigen-Bas-Simmental, appelé Verwaltungskreis Frutigen-Niedersimmental en  allemand, est l'un des dix arrondissements administratifs du canton de Berne en Suisse.
Arrondissement germanophone, il est créé le 1er janvier 2010 en remplacement de l'ancien district de Frutigen et d'une partie de celui de Niedersimmental.
La commune de Frutigen est le chef-lieu de l'arrondissement qui compte 13 communes et une population de 40 024 habitants au 31 décembre 2016 pour une superficie de 773,8 km2.

## Liste des communes
| Nom                      | N° OFS | Population (décembre 2022) |
| ------------------------ | ------ | -------------------------- |
| Adelboden                | 561    | +003 399,                  |
| Aeschi bei Spiez         | 562    | +002 283,                  |
| Därstetten               | 761    | +000858,                   |
| Diemtigen                | 762    | +002 271,                  |
| Erlenbach im Simmental   | 763    | +001 744,                  |
| Frutigen                 | 563    | +007 014,                  |
| Kandergrund              | 564    | +000822,                   |
| Kandersteg               | 565    | +001 298,                  |
| Krattigen                | 566    | +001 140,                  |
| Oberwil im Simmental     | 766    | +000818,                   |
| Reichenbach im Kandertal | 567    | +003 698,                  |
| Spiez                    | 768    | +012 906,                  |
| Wimmis                   | 769    | +002 645,                  |
| Total                    | Total  | +040 896,                  |